# Electret
Electretul este un material dielectric ce prezintă o sarcină electrică cvasi-permanentă la temperatura ambiantă, fără a fi deformat (de exemplu, ceara de carnauba, provenită din frunzele palmierului carnauba Copernicia prunifera, din nord-estul Braziliei.). Electretul generează câmpuri electrice interne și externe, fiind un echivalent electrostatic al magnetului permanent. Oliver Heaviside a creat acest termen în 1885. Materiale cu proprietăți asemănătoare electretului au fost studiate încă de la începutul secolului al 18-lea. Un exemplu particular este electroforul, un dispozitiv compus din două discuri metalice dintre care unul are proprietăți asemenea electretului. Electroforul a fost inventat inițial de către Johan Carl Wilcke din Suedia în 1762 și a fost îmbunătățit și popularizat, în 1775, de către italianul Alessandro Volta.